# Берёза Медведева
Берёза Медведева (лат. Betula medwediewii) — вид растений рода Берёза (Betula) семейства Берёзовые (Betulaceae).
В культуре встречается довольно редко, главным образом в ботанических садах.

## Распространение и экология
В природе ареал вида охватывает Грузию, северо-восточные районы Ирана и северо-западные районы Турции.
Произрастает в горах на высоте 1000—1500 м над уровнем моря. По Мало-Аджарскому хребту образует своеобразные группировки с понтийским дубом (Quercus pontica) и рододендронами (Rhododendron).

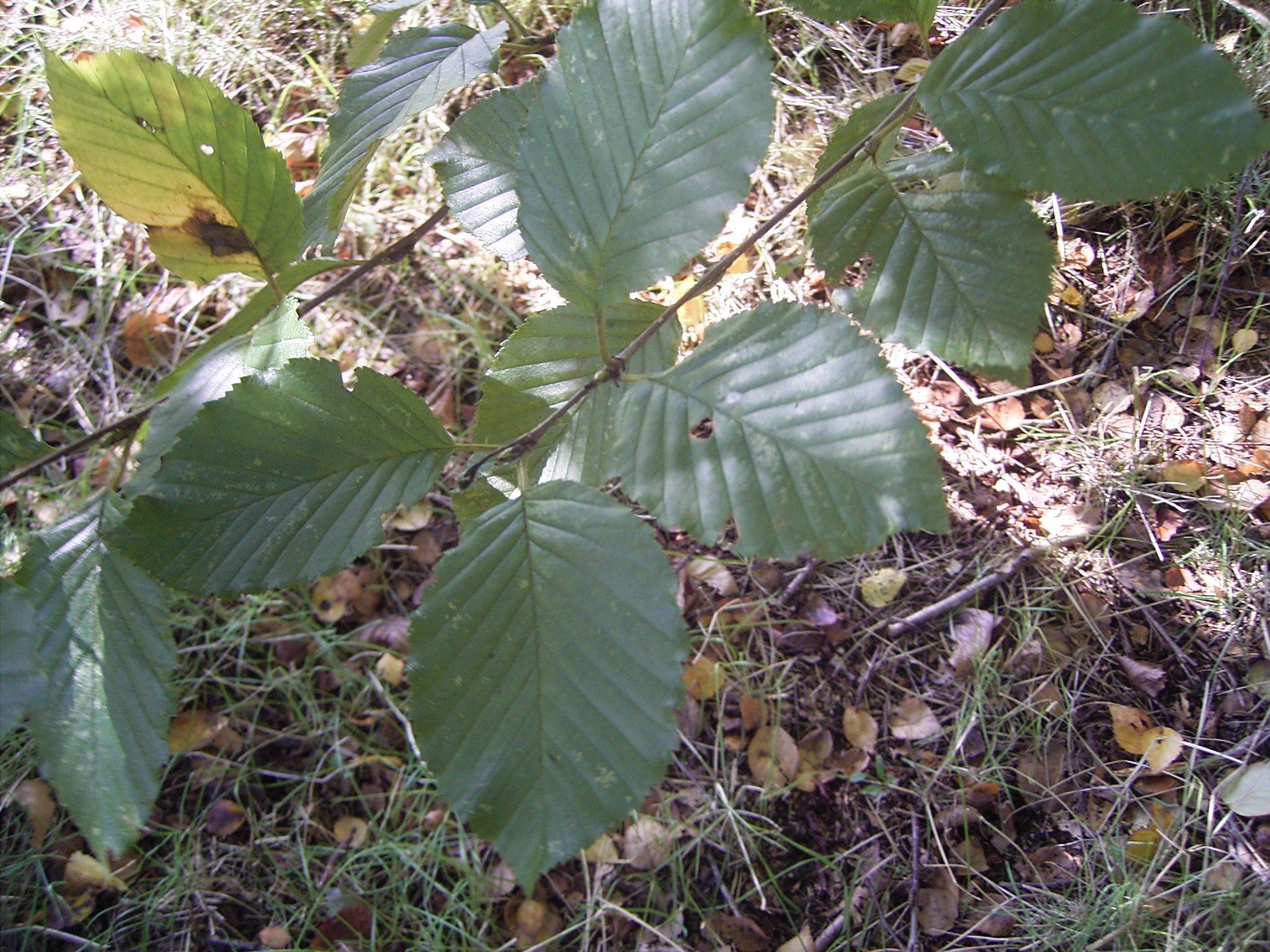
Листья

## Ботаническое описание
Невысокое дерево (3—6 м) или крупный кустарник с беловатой корой и прямостоячими ветвями. Побеги довольно толстые, бороздчатые, мохнато опушённые; более старые ветви тёмно-бурые с рассеянными чечевичками, голые.
Почки крупные, яйцевидно-продолговатые, клейкие, с 6—8 тёмно-бурыми, по краю рёсничатыми чешуями. Листья яйцевидные до эллиптических и обратнояйцевидных, длиной 6—12 см, шириной 3—6 см, наиболее широкие приблизительно по середине листовой пластинки, на верхушке чаще закруглённые с коротким остриём, реже вытянутые и заострённые, при основании округлые, иногда немного сердцевидные, по краю неправильно или двояко-тонко-зубчатые, сверху тёмно-зелёные, тусклые или немного лоснящиеся, снизу светло-зелёные, на волосистых черешках длиной (от 4) 8—20 мм.
Тычиночные серёжки цилиндрические, отклоненные или повислые, длиной 4—5 см, шириной 0,5—1 см, собраны по 2—3 на вершине веточек. Пестичные серёжки продолговато-цилиндрические, прямые или несколько изогнутые, длиной 2,5—4 см, диаметром 1,5—1,8 см, на опушённых ножках. Прицветные чешуи удлиненно клиновидные, трехлопастные, у основания сильно деревянистые, по краю волосисто-ресничатые, с линейно-продолговатыми лопастями; средняя лопасть кверху несколько расширенная, в 2 раза длиннее боковых, отклонённых долей.
Орешек обратнояйцевидный, длиной около 3 мм. Крыло узкое, примерно в 4 уже орешка.

## Таксономия
Вид Берёза Медведева входит в род Берёза (Betula) подсемейства Берёзовые (Betuloideae) семейства Берёзовые (Betulaceae) порядка Букоцветные (Fagales).
|  |                                      |  |                                                             |                                                             |                     |  | ещё 7 семейств (согласно Системе APG II) | ещё 7 семейств (согласно Системе APG II)                   |                                                            |  |  |  | ещё 1—2 рода        | ещё 1—2 рода         |  |  |
|  |                                      |  |                                                             |                                                             |                     |  | ещё 7 семейств (согласно Системе APG II) | ещё 7 семейств (согласно Системе APG II)                   |                                                            |  |  |  | ещё 1—2 рода        | ещё 1—2 рода         |  |  |
|  |                                      |  |                                                             | порядок Букоцветные                                         |                     |  |                                          |                                                            | подсемейство Берёзовые                                     |  |  |  |                     | вид Берёза Медведева |  |  |
|  |                                      |  |                                                             | порядок Букоцветные                                         |                     |  |                                          |                                                            | подсемейство Берёзовые                                     |  |  |  |                     | вид Берёза Медведева |  |  |
|  | отдел Цветковые, или Покрытосеменные |  |                                                             |                                                             | семейство Берёзовые |  |                                          |                                                            | род Берёза                                                 |  |  |  |                     |                      |  |  |
|  | отдел Цветковые, или Покрытосеменные |  |                                                             |                                                             |                     |  |                                          |                                                            |                                                            |  |  |  |                     |                      |  |  |
|  |                                      |  | ещё 44 порядка цветковых растений (согласно Системе APG II) | ещё 44 порядка цветковых растений (согласно Системе APG II) |                     |  |                                          | ещё одно подсемейство, Лещиновые (согласно Системе APG II) | ещё одно подсемейство, Лещиновые (согласно Системе APG II) |  |  |  | ещё более 110 видов |                      |  |  |
|  |                                      |  |                                                             | ещё 44 порядка цветковых растений (согласно Системе APG II) |                     |  |                                          |                                                            | ещё одно подсемейство, Лещиновые (согласно Системе APG II) |  |  |  |                     |                      |  |  |